# 喧嘩富士
「喧嘩富士」（けんかふじ）は、橋幸夫の楽曲。佐伯孝夫が作詞、吉田正が作曲を手掛けた。橋の4枚目のシングルとして1960年11月5日にビクターから発売された。後に同名の映画が作られ、主題歌となった。

## 概要
デビューの「潮来笠」を大ヒットさせた橋は、3作目の「おけさ唄えば」でその実力、人気を確定させた。その橋が、4作目としてリリースしたのがこの股旅物「喧嘩富士」で、引き続き、作詞は佐伯孝夫、作曲は吉田正の楽曲である。デビュー間もないのに、10月「おけさ唄えば」、11月「喧嘩富士」、12月「木曽ぶし三度笠」異例の3ヶ月連続新譜リリースについて、後に橋は、「今はある曲がヒットしている間は、新譜は控えて」その販促に努めるが、「当時は、新曲を出した方が数字が出るという考え」「ファンも新曲リリースを楽しみ」にしていたと回顧している。このため、恩師の吉田は。多くの門下生を抱えながら、「橋にかかりっきり」となり、「枚数を稼げる（橋に）ワッと営業サイドもついた」としている。橋はこの後、毎年10数枚の新譜をリリースし続けることになる。
佐伯が橋に提供した股旅物としては、「潮来笠」「伊太郎旅唄」（潮来笠B面）についで3作目にあたる。ジャケットは相変わらずスーツ姿で、「潮来笠」や「木曽ぶし三度笠」のように股旅姿のイラストもなく、また、振り付けもついていない。
再発売のアンコール盤では「潮来笠」のB面に収録されることもあった。
2曲目の「流転がらす」も、佐伯、吉田の作品である。
1961年に年間で15万枚を売り上げ、ビクターの年間ヒット賞を受賞した。

## 収録曲
1. 喧嘩富士
作詞：佐伯孝夫、作・編曲：吉田正
2. 流転がらす
作詞：佐伯孝夫、作・編曲：吉田正

## 主な収録アルバム
- 『橋幸夫 全曲集』1999/10（VICL-60474）
- 『元祖、股旅ここにあり！』2001/1（VICL-60817）
- 『颯爽!橋幸夫 股旅名曲集』1972/7（LP・SJX-10032）＜COLEZO！＞で復刻　2005/3（VICL-41192）

なお「流転がらす」のCD音源は、芸能生活45周年記念盤『歌の架け橋』2005/12に収録されている。

## 映画「喧嘩富士」
本作のヒットを受け、勝新太郎、橋幸夫、小林勝彦共演で映画「喧嘩富士」（大映京都）が制作され、1961年4月26日に公開された。モノクロ・大映スコープ・88分。この年、橋が出演する大映映画は8本に達したが、橋と勝の共演はこの1作のみである。監督は『明治天皇と日露大戦争』で知られる渡辺邦男で、脚本の一部も手掛けた。
物語は、やくざにあこがれ家を飛び出した魚屋の源太（勝新太郎）と、同じくやくざ志願の坊主の権三（小林勝彦）に、流し芸人の鶴太郎（橋幸夫）も加わり、やくざ一家の縄張り争いで大活躍する娯楽時代劇。
1998年9月11日に大映からビデオソフト化（VHS）されたが廃盤、DVD化はされてない。

### スタッフ
- 企画 - 高森富夫
- 脚本 - 渡辺邦男、松村正温
- 監督 - 渡辺邦男
- 撮影 - 渡辺孝
- 音楽 - 福永久広
- 美術 - 上里義三
- 照明 - 伊藤貞一
- 録音 - 海原幸夫
- スチル - 松村康雄
- 編集 - 宮田味津三

### 出演者
- 源太 / 秋葉の源次 - 勝新太郎
- 権三 - 小林勝彦
- 鶴太郎 - 橋幸夫
- おすず - 浦路洋子
- 八重 - 弓恵子
- おせん - 小桜純子
- お玉 - 加茂良子
- おふじ - 宇治みさ子
- 焼津の喜平次 - 石黒達也
- 伊七 - 小堀明男
- 久五郎 - 南条新太郎
- 丑五郎 - 水原浩一
- 熊虎長兵衛 - 山路義人
- おたか - 若杉曜子
- おあき - 近江輝子
- 松造 - 伊達三郎
- 友吉 - 市川謹也
- 半次 - 浜田雅史
- 魚屋 - 越川一
- 老人 - 桜井勇
- 町内の有志 - 横山文彦

### 同時上映
『五人の突撃隊』
- 脚本：舟橋和郎、星川清司 / 監督：井上梅次 / 主演：本郷功次郎